# Свети Казимир
Свети Казимир или Свети Кажимеж (на латвийски: Šventasis Kazimieras, на полски: Święty Kazimierz; * 3 октомври 1458, Краков; † 4 март 1483, Гродно, тогава в Литва, погребан във Вилнюс) от род Ягелони, е Светия и закрилник на Полша и Литва. Канонизиран е на 7 ноември 1602 г., чества се на 4 март.

## Биография
Той е вторият син на полския крал Кажимеж IV (1427 – 1492) и Елизабет Хабсбург (1437 – 1505), дъщеря на римско-немския крал Алберт II.
На 13 години баща му го изпраща с войска в Унгария против Матяш Корвин за получаване на унгарската корона. Походът му няма успех. Той става престолонаследник на трона в Полша, след като по-големият му брат Владислав II през 1472 г. става крал на Бохемия.
През 1481 – 1483 г. Казимир замества баща си две години в Краков, когато той е в Литва.
Той живее като аскет, отказва да се ожени за дъщеря на Фридрих III и се разболява от туберкулоза. През 1483 г. той отива при баща си в Литва и става там канцлер, а баща му Кажимеж IV се връща в Полша.
Казимир умира на 4 март 1484 г. само на 25 години в Гродно. Погребан е в катедралата „Св. Станислав“ във Вилнюс. След 30 години папа Лъв X започва да подготвя канонизирането му. През 1602 г. папа Климент VIII издава була. През май 1604 г. във Вилнюс започват тържествата за неговото обявяване за Светия. При отваряне на ковчега му намерили непокътнат труп.

## Галерия
- Скулптура на Свети Казимир
- Св. Казимир като патрон на църква в Керала, Индия